# Vitali Dzerbianiou
Vitali Dzerbianiou –en bielorruso, Віталій Дзербянёў; en ruso, Виталий Дербенёв, Vitali Derbeniov– (Maguilov, URSS, 5 de agosto de 1976-2 de mayo de 2022) fue un deportista bielorruso que compitió en halterofilia.
Ganó ocho medallas en el Campeonato Europeo de Halterofilia entre los años 2001 y 2010.
Participó en tres Juegos Olímpicos de Verano, entre los años 2000 y 2008, ocupando el séptimo lugar en Sídney 2000 y el cuarto en Atenas 2004, en la categoría de 56 kg.

## Palmarés internacional
| Campeonato Europeo | Campeonato Europeo     | Campeonato Europeo | Campeonato Europeo |
| Año                | Lugar                  | Medalla            | Categoría          |
| ------------------ | ---------------------- | ------------------ | ------------------ |
| 2001               | Trenčín (Eslovaquia)   | Medalla de bronce  | 56 kg              |
| 2002               | Antalya (Turquía)      | Medalla de oro     | 56 kg              |
| 2003               | Lutraki (Grecia)       | Medalla de oro     | 56 kg              |
| 2004               | Kiev (Ucrania)         | Medalla de plata   | 56 kg              |
| 2005               | Sofía (Bulgaria)       | Medalla de bronce  | 56 kg              |
| 2006               | Władysławowo (Polonia) | Medalla de oro     | 56 kg              |
| 2007               | Estrasburgo (Francia)  | Medalla de plata   | 56 kg              |
| 2010               | Minsk (Bielorrusia)    | Medalla de oro     | 56 kg              |